# Neurocolpus johnstoni
Neurocolpus johnstoni är en insektsart som beskrevs av Knight 1934. Neurocolpus johnstoni ingår i släktet Neurocolpus och familjen ängsskinnbaggar. Inga underarter finns listade i Catalogue of Life.